# Кальцій у біології
Іони кальцію беруть участь у численних біологічних процесах. Значна кількість ферментів використовують іон кальцію як кофактор, необхідний для виконання їх функцій. У цитоплазмі клітин евкаріот за допомогою іонних насосів у спокої підтримується дуже низька концентрація іонів кальцію, для того щоб у мить надходження кальцієвого сигналу відбулася відповідна йому активація клітини. Іони кальцію необхідні для роботи білків екзоцитозу та ендоцитозу, вивільнення везикул та секреції речовин з клітини назовні. Клітинні рухи, пов'язані з перебудовою цитоскелету та ковзанням міозину й актину відбуваються за обов'язкової участі іонів кальцію. Електричні сигнали, які призводять до деполяризації клітинних мембран, пов'язані з надходженням іонів кальцію до клітини. Іони кальцію є одним з факторів зсідання крові у ссавців та людини.
Іони кальцію також у вигляді нерозчинних солей беруть участь в утворенні жорстких скелетних структур в організмах тварин і рослин. Солі кальцію складають значну частину кісток хребетних тварин та зовнішніх скелетів членистоногих. З солей кальцію складаються мушлі молюсків, одноклітинних форамініфер, радіолярій, нумулітів. Також кальцієві спікули відомі у губок, а зовнішні захисні оболонки коралів є потужними нагромадженнями солей кальцію. Яйця птахів мають товсту кальцієвмісну шкаралупу, котра захищає їх від пересихання. Складові механічної тканини у рослин, які забезпечують пружність стебел та оболонок насіння, також мають високий вміст кальцію.
Живі організми поглинають кальцій із навколишнього середовища. Рослини всмоктують розчинені у ґрунтовій воді йони кальцію та нагромаджують їх у власних тканинах. Поїдаючи рослини, тварини переносять кальцій далі ланцюгом живлення. Живі організми мають особливі фізіологічні механізми для затримання та накопичення кальцію всередині, регуляції його розчинної (іонної) та нерозчинної форм. Так, у ссавців і людини наявні три гормони, які прямо впливають на кальцієвий гомеостаз (кальцитріол, кальцитонін, паратгормон), що свідчить про фізіологічну необхідність тонкої регуляції кількості йонів кальцію.

## Сполуки кальцію в живих організмах
Живі організми споживають кальцій із довкілля та нерівномірно розподіляють його в частинах тіла в різних хімічних формах. Частина кальцію перебуває у вигляді вільних іонів, розчинених у рідинах організму, таких як кров, лімфа або клітинний сік. Інша частина з'єднана з кальцій-зв'язувальними білками. У багатьох організмів кальцій накопичується у вигляді нерозчинних солей. Черепашки молюсків, екзоскелети членистоногих та коралів, спікули вапнякових губок містять велику кількість карбонату кальцію. Кістки та зуби хребетних тварин зберігають кальцій у вигляді гідроксиапатиту кальцію. В клітинах деяких рослин накопичуються кристалічні вкраплення оксалату кальцію.

### Кальцій в організмі людини і ссавців
В організмі новонародженого загальна кількість кальцію становить близько 25 г, тоді як до часу досягнення скелетом зрілості ця величина зростає до 1000—1200 г.
Тіло середньої людини вагою близько 70 кг містить 1,1 кг кальцію, 99 % якого розташовується у кістках у вигляді гідоксилапатиту. Залишковий 1 % міститься у крові, міжклітинній рідині та всередині клітин. Концентрація кальцію в крові складає 9,2-10,4 г/л. 45 % цієї кількості — вільний іонізований кальцій, решта — перебуває у зв'язаному з білками плазми крові стані.
У рамках дослідження, яке проводилося в 2018—2019 роках було визначено, що середнє значення добового споживання кальцію становило 750,0 мг (норма 800 мг) на добу у хлопчиків та 646,0 мг (норма 800 мг) на добу у дівчат (< 0,01). Недостатнє добове споживання кальцію було визначено у 50,7 % хлопчиків та у 70,7 % дівчат. У віковій групі 6-7 років споживання кальцію було зниженим у 76,3 %, у 8 років — у 70,3 %, у 9 років — у 35,5 %,  у віці десять років –61,4 %, у віці одинадцять років — у 63,6 % школярів.

## Кальцієва сигналізація
У цитоплазмі клітини підтримується низький рівень вільних іонів кальцію, через це вхід цих іонів до цитоплазми з міжклітинного простору або з внутрішньоклітинних кальцієвих депо є потрібним для активації кальцій-залежних білків. Іони кальцію (нарівні з молекулами цАМФ, цГТФ, інозитолтрифосфату і діацилгліцеролу) є найважливішим вторинним месенджером, який передає зовнішні сигнали від рецептора на мембрані до інших клітинних структур.

## Залежні від кальцію процеси

### Екзоцитоз
Екзоцитоз — це процес вивільнення вмісту внутрішньоклітинних везикул назовні клітини. За допомогою екзоцитозу виділяються нейромедіатори у синаптичну щілину, молекули гормонів у кров, інші речовини до міжклітинного простору, секрети деяких екзокринних залоз. Сигналом для запуску механізму екзоцитозу є підвищення концентрації іонів кальцію у цитоплазмі клітини, найчастіше через вхід його через кальцієві канали.

### Скорочення м'язів
Для скорочення м'язових фібрил необхідно зв'язування іонів кальцію з активним центром тропоніну-C. Утворений комплекс взаємодіє з тропоміозином, що дозволяє відкрити активні центри актину, з якими може зв'язатися голівка міозину.

## Кальцієвий гомеостаз організму ссавців
Рівень іонізованого кальцію (Ca2+) у плазмі крові, дуже жорстко контролюється кількома гомеостатичними механізмами. Один з них працює завдяки кальцій-чутливим рецепторам, що наявні в головних клітинах паращитоподібних залоз. Регуляторами другого, є

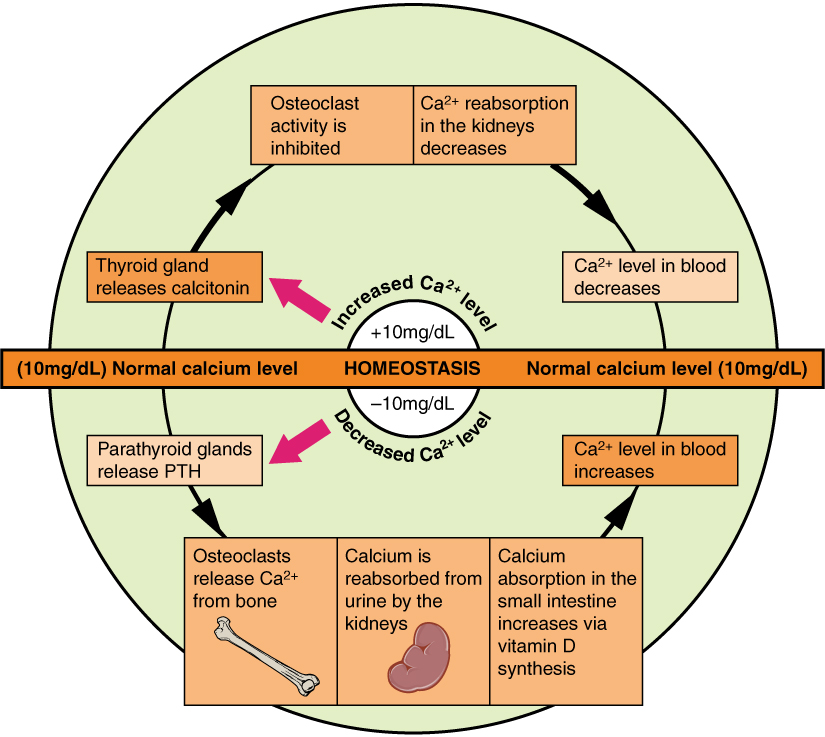
Гомеостаз кальцію

парафолікулярні клітини щитоподібної залози. Головні клітини паращитоподібної залози виділяють паратиреоїдний гормон (ПТГ) у відповідь на зниження рівня іонізованого кальцію у плазмі; парафолікулярні клітини щитоподібної залози вивільняють кальцитонін у відповідь на підвищення рівня йонізованого кальцію у плазмі.
Ефекторними органами першого гомеостатичного механізму, є кістки, нирки і, через гормон, що вивільняється у кров нирками як відповідь на високий рівень ПТГ в крові, дванадцятипала та порожня кишка. Паратгормон (у високій концентрації в крові) викликає резорбцію кісток, вивільняючи кальцій у плазму. Це дуже швидка дія, яка може виправити загрозливу гіпокальціємію за кілька хвилин. Високі концентрації ПТГ спричинюють виведення фосфат-іонів із сечею. Оскільки фосфати з'єднуються з іонами кальцію з утворенням нерозчинних солей (див. також кістковий мінерал), зниження рівня фосфатів у крові вивільняє вільні іони кальцію в плазмовий іонізований пул кальцію. ПТГ має другу дію на нирки. Він заохочує вироблення та виділення нирками кальцитріолу у кров. Цей стероїдний гормон діє на епітеліальні клітини верхніх відділів тонкої кишки, збільшуючи їх здатність поглинати кальцій із вмісту кишки в кров.
Другий гомеостатичний механізм з його рецептором у щитоподібній залозі вивільняє кальцитонін у кров, коли концентрація іонізованого кальцію в крові підвищується. Цей гормон діє насамперед на кістки, спричинюючи швидке видалення кальцію з крові й накопичення його в нерозчинній формі в кістках.
Два гомеостатичних механізми, що працюють через ПТГ, з одного боку, і кальцитонін, з іншого, можуть дуже швидко відновити рівень іонізованого кальцію в плазмі, або видаляючи кальцій з крові та відкладаючи його в кістках, або вивільнюючи кальцій зі скелету. Кістяк діє як надзвичайно велике депо кальцію (близько 1 кг) порівняно з запасом кальцію у плазмі (близько 180 мг). Довгострокова регуляція відбувається завдяки всмоктуванню або вивільненню кальцію з кишки.
Іншим прикладом, є найбільш добре досліджені ендоканабіноїди, такі як анандамід (N-арахідоноїлетаноламід; AEA) і 2-арахідоноїлгліцерол (2-AG), синтез яких відбувається під дією низки внутрішньоклітинних ферментів, котрі активуються у відповідь на підвищення рівня внутрішньоклітинного кальцію щоби запровадити гомеостаз і попередити розвиток пухлини за допомогою передбачуваних захисних механізмів, які запобігають росту та міграції клітин шляхом збудження CB1 та/або CB2 та прилеглих рецепторів.